# Jean-François Régis Cadier
Jean-François Régis Cadier, né le 16 mars 1829 à Saint-Antoine-l'Abbaye, mort le 5 mars 1890 à Stockholm, est un chef cuisinier et hôtelier de formation, immigré en Suède en 1852, qui a fondé le Grand Hôtel de Stockholm. Il a épousé Lilly Carolina Roberg (1831-1902)  et ils ont eu quatre enfants. Il est le grand-père de Carl Malmsten.

## Biographie
Les parents de Régis Cadier tiennent une auberge dans un petit village des Alpes, où il participe dès son plus jeune âge aux travaux de l'auberge. Via Grenoble, Régis se rend à Paris où il suit une formation de maître cuisinier à l'auberge des Trois Frères Provençaux entre 1848 et 1850. Il se rend ensuite à Saint-Pétersbourg où, après quelques années, il entre au service du comte russe Jacob Daschkoff. Lorsque Daschkoff est nommé envoyé russe en Suède, Régis Cadier l'accompagne pour organiser la maison. Le groupe arrive à Skeppsbrokajen sur le bateau à roue Furst Menschikoff le 3 novembre 1852. 
Après un an au service du comte Daschkoff, il occupe le poste prestigieux de cuisinier royal au palais de Stockholm. À la fin de l'année 1854, Cadier ouvre sa propre épicerie fine, qui devient l'une des plus populaires de Stockholm, avec un intérieur élégant inspiré des modèles français. Un parfum de Paris s'est installé dans la capitale suédoise. Trois ans plus tard, Cadier ouvre le premier restaurant de Stockholm ayant un lien évident avec la France, en empruntant le nom de Trois Frères Provençaux au restaurant où il avait suivi sa formation de chef cuisinier à Paris.
Au printemps 1859, il reprend le bail de l'hôtel Rydberg, qui était déjà devenu le premier hôtel de Stockholm et que Cadier a continué à développer. Son succès dans l'hôtellerie est la raison pour laquelle, en tant que principal hôtelier de Stockholm, il est chargé vers 1870 de choisir un site et de concevoir un nouveau grand hôtel à Stockholm, qui sera connu sous le nom de Grand Hôtel. L'hôtel est prêt à accueillir ses premiers clients au début de l'été 1874. 
En 1889, Régis et Caroline s'installent dans un appartement de treize pièces dans la maison Bolinder. Régis Cadier meurt un peu plus d'un an plus tard, mais sa veuve Caroline Cadier habite l'appartement jusqu'en 1897, date à laquelle elle vend le Grand Hôtel et le palais Bolinderska.
Le Grand Hôtel devient la grande œuvre de la vie de Régis, qu'il dirige d'une main ferme jusqu'à sa mort. Le roi Oscar II lui a décerné l'Ordre de Vasa pour sa contribution à la restauration et à l'hôtellerie en Suède.
Il est enterré au cimetière de Solna. 

## Distinctions
- Chevalier de l'ordre de Vasa (1874)